# Montserrats fotbollsförbund
Montserrats fotbollsförbund, officiellt Montserrat Football Association, är ett specialidrottsförbund som organiserar fotbollen på Montserrat.
Förbundet grundades 1994 och gick med i Concacaf 1996. De anslöt sig till Fifa år 1996. Montserrats fotbollsförbund har sitt huvudkontor i staden Plymouth.